# Joseph Edra Ukpo
Joseph Edra Ukpo (* 6. Juni 1937 in Okpoma; † 1. März 2023 in Calabar) war ein nigerianischer Geistlicher und römisch-katholischer Erzbischof von Calabar.

## Leben
Joseph Edra Ukpo besuchte die Catholic Mission Schools in Okpoma und in Ogoja sowie später das Maryknoll College in Okuku. Anschließend studierte er Philosophie und Katholische Theologie am Bigard Memorial Seminary in Enugu. Am 25. April 1965 empfing er das Sakrament der Priesterweihe für das Bistum Ogoja. Später wirkte Ukpo als Generalvikar des Bistums Ogoja.
Papst Paul VI. ernannte ihn am 24. April 1971 zum Weihbischof in Ogoja und zum Titularbischof von Chullu. Der Bischof von Ogoja, Thomas McGettrick SPS, spendete ihm am 19. September desselben Jahres in der Kathedrale St. Benedict in Ogoja die Bischofsweihe; Mitkonsekratoren waren Dominic Ignatius Ekandem, Bischof von Ikot Ekpene, und Brian David Usanga, Erzbischof von Calabar. Auf seine Initiative hin wurden das Pope John Paul II Junior Seminary in Okpoma und die Mater Dei Day School errichtet.
Am 1. März 1973 bestellte ihn Paul VI. zum Bischof von Ogoja. Papst Johannes Paul II. ernannte ihn am 17. Dezember 2003 zum Erzbischof von Calabar. 2009 nahm Ukpo an der zweiten Sonderversammlung für Afrika der Bischofssynode zum Thema Die Kirche in Afrika im Dienst der Versöhnung, der Gerechtigkeit und des Friedens teil.
Papst Benedikt XVI. nahm am 2. Februar 2013 das von Joseph Edra Ukpo aus Altersgründen vorgebrachte Rücktrittsgesuch an. Ukpo starb im März 2023 nach kurzer Krankheit in Calabar.
Sein Bruder war der Gouverneur des Bundesstaates Rivers, Anthony Ukpo (1947–2021).